# Parhypochthonius nivalis
Parhypochthonius nivalis är en kvalsterart som beskrevs av Schweizer 1956. Parhypochthonius nivalis ingår i släktet Parhypochthonius och familjen Parhypochthoniidae. Inga underarter finns listade i Catalogue of Life.